# Iván de Jesús Duque
Iván de Jesús Duque Arango (ur. 21 maja 1987) – kolumbijski zapaśnik w stylu klasycznym. Trzykrotny uczestnik mistrzostw świata, zajął 39. miejsce w 2007. Piąty na igrzyskach panamerykańskich w 2007 i siódmy w 2011. Pięciokrotny medalista mistrzostw panamerykańskich, srebro w 2007, 2012 i 2014. Triumfator igrzysk Ameryki Płd. w 2006 i 2010. Dwukrotnie najlepszy na mistrzostwach Ameryki Płd. (2012–2013). Trzeci na igrzyskach Ameryki Środkowej i Karaibów w 2006. Złoty medal na igrzyskach boliwaryjskich w 2009 roku.